# Bolitoglossa hermosa
Bolitoglossa hermosa é uma espécie de anfíbio caudado pertencente à família Plethodontidae, sub-família Plethodontinae.